# Willem I van Bronckhorst
Willem I van Bronckhorst  (eerste vermelding 1191/95-1226) was vermoedelijk heer van Bronckhorst, hoewel hij nooit als zodanig wordt vermeld. Mogelijk was hij de zoon van Gijsbert I van Bronckhorst.
Willem was getrouwd met een Geertruid en werd de vader van:
- Gijsbert III van Bronckhorst
- Hendrik van Bronckhorst. Hij wordt vermeld in 1232 en 1235. In dat laatste jaar is hij kanunnik in Zutphen
- Willem van Bronckhorst. Willem wordt in 1230 vermeld als proost van Oldenzaal
- Helena van Bronckhorst, vermeld in 1238

## Bron
Henri Vermeulen, 'Het geslacht Van Bronkhorst en de boedelscheiding van 26 oktober 1328', in: De Nederlandsche Leeuw 123 (2006) nr. 3, kolom 99-100